# Josefina Echánove
Josefina Rojas Huddson (Nueva York, 21 de julio de 1926-Ciudad de México, 29 de diciembre de 2020), conocida como Josefina Echánove, fue una actriz mexicana de cine y televisión. Participó en telenovelas como Cuna de lobos (1986), La dueña (1995),  La otra (2002) y Rubí (2004), y en películas como Desaparecido (1982), El cónsul honorario (1983), Gringo viejo (1989) y Perdita Durango (1997).

## Biografía y carrera
Josefina Rojas Hudson/Huddson nació el 21 de julio de 1928 en Nueva York, Sus padres fueron un matrimonio birracial (término para referirse a una persona con combinación de dos o más etnias). Comenzó su carrera involucrándose en Entremeses Cervantinos (obras teatrales breves que pueden ser dramáticas o cómicas) en el Festival Internacional Cervantino. En la universidad de ese estado, Josefina, con gran conocimiento y fluidez para hablar el idioma inglés y español, comenzó a interesarse por la danza y decidió seguir los pasos de la bailarina y coreógrafa Martha Graham, a quien admiraba mucho, para más tarde convertirse en la fundadora del «Grupo de Danza Contemporánea» de la Universidad de Guanajuato. Tiempo después se mudaría a la Ciudad de México para estudiar periodismo en la Universidad Femenina de México, oficio que ejerció por un tiempo, enfocándose principalmente a la cobertura de temas culturales. También continuó con su pasión por la danza, estudiando con las bailarinas Ana Sokolow, Guillermina Bravo y Ana Mérida.
Como actriz, llegó a trabajar en Hollywood junto a actores como Richard Gere, Jane Fonda, Liza Minnelli, Anthony Quinn y Gregory Peck. Comenzó su carrera dentro de la actuación en los años setenta, siendo ya una mujer madura. Su primer crédito como actriz fue en la película El caballo del diablo de 1975 y ese mismo año también aparecería en el cortometraje Laberinto (1975). Un año después en 1976, aparecería en su siguiente película titulada El hombre de los hongos (1976).

## Vida personal
En 1953, se casó con el abogado Alonso Echánove, con quien tuvo tres hijos: Alonso (Guanajuato, 28 de agosto de 1954-30 de noviembre de 2022) fue actor de cine, de teatro y de televisión durante 51 años (ganó dos Premios Ariel, participó en 96 películas, 24 telenovelas y más de cien actuaciones teatrales) y director de grupos de actuación en la Universidad de Guanajuato durante 23 años; desarrolló desde su juventud una adicción por la cocaína; fue internado en clínicas de rehabilitación y hospitales psiquiátricos en varias ocasiones y logró superar su adicción (1998); sin embargo, falleció el 30 de noviembre de 2022, a los 68 años. Peggy (fallecida el 1 de marzo de 2021) fue periodista, guionista y conductora de televisión. María de las Mercedes (n. 24 de octubre de 1961), conocida como María del Sol, ha sido cantante.

## Muerte
El 29 de diciembre de 2020, Echánove falleció a los 94 años de edad en Guanajuato, México, a causa de un infarto.

## Filmografía

### Cine
| - Todos hemos pecado (2008) .... La difunta - Marta (2005) - Santitos (1999) .... La profesora - La otra conquista (1998) .... Nanahuatzin - Perdita Durango (1997) .... Abuela de Romeo - La pura (1994) .... Doña Petra - Una maestra con Ángel (1994) - Serpientes y escaleras (1992) .... Oti - Cabeza de Vaca (1991) .... Anciana Avavar - Por tu maldito amor (1990) - Gringo viejo (1989) .... Clementina - El secreto de Romelia (1988) .... Cástula - Abran fuego (1988) .... Campesina anciana - El misterio de la casa abandonada (1987) .... Rosa (adulta) - Las plumas del pavorreal (1986) - Historias violentas (1985) - Por eso en Mixquic hay tantos perros (1985) | - Amityville III (1983) … Dolores - El cónsul honorario (1983) … Señora Sánchez - Desaparecido (1982) … Doctora - Morir de madrugada (1980) … Lucha - Policía de frontera (1980) - A fuego lento (1980) - Verano salvaje (1980) - Estas ruinas que ves (1979) … Irma Bandala - Los hijos de Sánchez (1978) - La plaza de Puerto Santo (1978) … Elena - Xoxontla (1978) - Balún Canán (1977) - El hombre de los hongos (1976) … Nana - El caballo del diablo (1975) … Invitada en fiesta - Laberinto (1975, cortometraje) |

### Televisión
| - Corazón salvaje (2010) .... Kuma La Bruja - Atrévete a soñar (2009-2010) .... Mercedes Ferrer Contreras - Mañana es para siempre (2009) .... Rosenda - Rubí (2004) .... Francisca "Pancha" Muñoz - Amarte es mi pecado (2004) .... Damiana Mendiola - La otra (2002) .... Tomasa López - Locura de amor (2000) .... Hortensia Valderrama - Alma rebelde (1999) .... Salomé - Nunca te olvidaré (1999) .... Sor Margarita - Alguna vez tendremos alas (1997) .... Lucía de Lamas | - Cañaveral de pasiones (1996) .... Remedios - La dueña (1995) .... Martina - Valentina (1993-1994) .... Evangelina - Ángeles sin paraíso (1992-1993) .... Lucía - Mujer, casos de la vida real (1991-2001) (Varios episodios durante 10 años) - La fuerza del amor (1990-1991) .... Ana Bertha - Carrusel (1989) - La casa al final de la calle (1989) .... Chabely - La hora marcada (1989) .... Miss Campos - Cuna de lobos (1986-1987) .... Elvia San Germán Vda. de Núñez - La gloria y el infierno (1986) .... Guadalupe - Yo no pedí vivir (1977) .... Rosa - Los caudillos (1968) .... Rosa |